# Masiewicze (Ukraina)
Masiewicze (ukr. Масевичі, Masewyczi) – wieś na Ukrainie, w obwodzie rówieńskim, w rejonie sarneńskim, w hromadzie Rokitno. W 2001 liczyła 2487 mieszkańców, spośród których 2479 wskazało jako ojczysty język ukraiński, a 8 rosyjski.
W okresie międzywojennym wieś znajdowała się w granicach II RP, wchodząc w skład gminy Kisorycze w powiecie sarneńskim, w województwie wołyńskim.